# Бафало (Индијана)
Бафало (енгл. Buffalo) насељено је место без административног статуса у америчкој савезној држави Индијана.

## Демографија
По попису из 2010. године број становника је 692, што је 20 (3,0%) становника више него 2000. године.
| Група             | 2000.       | 2010.       |
| Белци             | 655 (97,5%) | 647 (93,5%) |
| Афроамериканци    | 0 (0,0%)    | 0 (0,0%)    |
| Азијати           | 0 (0,0%)    | 0 (0,0%)    |
| Хиспаноамериканци | 16 (2,4%)   | 34 (4,9%)   |
| Укупно            | 672         | 692         |